# Parafia Świętych Apostołów Piotra i Pawła w Nowym Żmigrodzie
Parafia Świętych Apostołów Piotra i Pawła w Nowym Żmigrodzie – parafia rzymskokatolicka znajdująca się w diecezji rzeszowskiej w dekanacie Nowy Żmigród. Erygowana w 1321. Mieści się przy ulicy Kościelnej.

## Proboszczowie
- ks. Andrzej Klavius (1708 - 1721)
- ks. Józef Jasiński (1721 - 1731)
- ks. Jan Paszyński (1731 - 1741)
- ks. Tomasz Burdziński (1741 - 1773)
- ks. Paweł Uzarski (1773 - 1782)
- ks. Stanisław Michalski (1782 - 1824)
- ks. Andrzej Grodecki (1824 - 1836)
- ks. Fryderyk Otto (1836 - 1878)
- ks. Walenty Wojtalik (1878 - 1907)
- ks. Władysław Wilczewski (1907 - 1941)
- ks. Władysław Findysz (1941 - 1964)
- ks. Franciszek Buczyński (1964 - 1979)
- ks. Jan Wierzbiński (1979 - 1995)
- ks. Michał Bodzioch (1995 - 1999)
- ks. Michał Szuma (1999 - 2002)
- ks. Henryk Maguda (2002 - 2017)
- ks. Stanisław Szajna (2017 - Nadal)